# Merremia aturensis
Merremia aturensis là một loài thực vật có hoa trong họ Bìm bìm. Loài này được (Kunth) Hallier f. mô tả khoa học đầu tiên năm 1893.